# Bendita Cura
Bendita Cura é uma webcomic criada em 2017 pelo quadrinista Mário César que apresenta a história ficcional de Acácio do Nascimento desde a descobrir sua homossexualidade ainda na infância e mostra todo o preconceito e homofobia pelo qual o personagem passa no decorrer de sua vida. A obra, publicada regularmente em capítulos, ganhou em 2019 o 31º Troféu HQ Mix na categoria "melhor web quadrinho".
Em 2018, Bendita Cura ganhou uma versão impressa através de crowdfunding pela plataforma Catarse. Publicado de forma independente com o selo "EntreQuadros", o primeiro volume tem 120 páginas e foca principalmente na infância e na adolescência de Acácio, envolvendo a dificuldade de seus pais lidarem com sua homossexualidade, as provocações das outras crianças e o despertar de sua sexualidade. Em 2019, esse livro foi finalista do 61º Prêmio Jabuti na categoria "melhor história em quadrinhos".
Um segundo volume impresso, que será lançado em 2019, também foi financiado através do Catarse. Com 96 páginas, esse livro dá continuidade à história de Acácio, mostrando as consequências em sua vida adulta dos "tratatamentos" de homossexualidade aos quais ele foi obrigado a vivenciar. O terceiro volume da saga foi lançado em 2020, retratando o fim da jornada de Acácio.